# José Dimitri Maconda
José Dimitri Maconda (Rotterdam, 28 november 2001) is een Nederlands-Angolese Basketballer. Op het moment speelt hij voor Sangalhos DC.
José is geboren en getogen in IJsselmonde. José is begonnen met basketballen bij een club genaamd BV Rotterdam-Zuid (RZ) en heeft vervolgens in Nederland ook gespeeld bij CBV Binnenland, de Basketbal Academie Limburg en Orange Lions Academy. Op 17-jarige leeftijd heeft hij ervoor gekozen om zijn eerst professionele contract te tekenen in Spanje (bij Obila CB). In 2017 heeft José het Nederlandse nationaal team U16 gerepresenteerd op het Europese kampioenschap (divisie B), waar ze vervolgens de 2e plek hebben behaald. In 2019 heeft José opnieuw het Nederlands team U18 gerepresenteerd op het Europese kampioenschap U18 (divisie A).
Maconda speelde in het seizoen 2019/20 voor Obila CB in Spanje. Het jaar daarna speelde hij bij Heroes Den Bosch en kwam in een half jaar tot 4 punten per wedstrijd. 
In de zomer van 2021 tekende hij bij Aris Leeuwarden.